# NGC 1685
NGC 1685 (другие обозначения — MCG −1-13-32, IRAS04500-0301, PGC 16222) — спиральная галактика в созвездии Орион.
Галактика обладает активным ядром и относится к сейфертовским галактикам типа II
Этот объект входит в число перечисленных в оригинальной редакции «Нового общего каталога».
Галактика NGC 1685 входит в состав группы галактик NGC 1685. Помимо NGC 1685 в группу также входят MCG -1-13-22 и MCG -1-13-33.